# John C. Stennis
För fartyget, se USS John C. Stennis (CVN-74).
John Cornelius Stennis, född 3 augusti 1901 i Kemper County, Mississippi, död 23 april 1995 i Jackson, Mississippi, var en amerikansk politiker (demokrat). Han representerade delstaten Mississippi i USA:s senat 1947-1989. Han var ordförande i senatens försvarsutskott 1969-1981. Stennis var länge en förespråkare av rassegregeringen men ändrade delvis sina åsikter mot slutet av sin karriär. Han är hittills den siste demokraten som har varit amerikansk senator från Mississippi.

## Biografi
Stennis utexaminerades 1923 från Mississippi State College (numera Mississippi State University). Han avlade 1928 juristexamen vid University of Virginia. Han gifte sig 1929 med Coy Hines.
Senator Theodore G. Bilbo avled 1947 i ämbetet och efterträddes av Stennis. Han omvaldes 1952, 1958, 1964, 1970, 1976 och 1982. Stennis motsatte sig konsekvent 1960-talets medborgarrättslagstiftning. Mot slutet av sin karriär stödde han vissa medborgarrättslagar och deltog i afroamerikanen Mike Espys kampanj till USA:s representanthus i kongressvalet 1986. Han var emot Martin Luther King-dagen som instiftades 1986.
Stennis sårades svårt efter att ha blivit rånad i Washington, D.C. år 1973. Han träffades av två kulor. Stennis vänsterfot amputerades 1984 på grund av cancer.
Stennis var senatens tillförordnade talman, president pro tempore of the United States Senate, 1987-1989. Han kandiderade inte till omval i senatsvalet 1988. Av de då sittande senatorerna var Stennis den senator som hade suttit längst 1981-1989. Hangarfartyget USS John C. Stennis (CVN-74) i Nimitz-klassen som sjösattes 1993 är namngiven efter Stennis.
Stennis var metodist. Hans grav finns på Pine Crest Cemetery i De Kalb.